# Străveacul și alte vremi
Străveacul și alte vremi (în poloneză Prawiek i inne czasy) este un roman al scriitoarei poloneze Olga Tokarczuk. A apărut în 1996 la editura W.A.B. din Varșovia.